# Kabinet-Schüssel II
Op 28 februari 2003 werd de nieuwe regering van Wolfgang Schüssel geïnstalleerd, als opvolger van Regering-Schüssel I. De coalitie bestond uit de Oostenrijkse Volkspartij (Österreichische Volkspartei, afgekort ÖVP), en de Vrijheidspartij van Oostenrijk (Freiheitliche Partei Österreichs, afgekort FPÖ).
Op 4 april 2005 richtte Jörg Haider en enkele andere FPÖ-leden een nieuwe partij op, genaamd de Oostenrijkse Toekomst (Bündnis Zukunft Österreich, afgekort BZÖ). De ministers die namens de FPÖ in de regering zaten, stapten allen over naar de BZÖ.
Op 31 december 2006 overleed plotseling de minister van Binnenlandse Zaken Liese Prokop. Haar taken werden waargenomen door Wolfgang Schüssel.
| Functie                                                                 | Persoon            | Politieke partij |
| ----------------------------------------------------------------------- | ------------------ | ---------------- |
| Bondskanselier                                                          | Wolfgang Schüssel  | ÖVP              |
| Vicebondskanselier en minister van Transport, Innovatie and Technologie | Hubert Gorbach     | BZÖ              |
| Minister van Buitenlandse Zaken                                         | Ursula Plassnik    | ÖVP              |
| Minister van Binnenlandse Zaken                                         | Liese Prokop       | ÖVP              |
| Minister van Onderwijs, Wetenschappen en Cultuur                        | Elisabeth Gehrer   | ÖVP              |
| Minister van Financiën                                                  | Karl-Heinz Grasser | geen partij      |
| Minister van Gezondheid en Vrouwenzaken                                 | Maria Rauch-Kallat | ÖVP              |
| Minister van Justitie                                                   | Karin Gastinger    | BZÖ              |
| Minister van Landbouw, Milieu, Bosbouw en Watermanagement               | Josef Pröll        | ÖVP              |
| Minister van Defensie                                                   | Günther Platter    | ÖVP              |
| Minister van Economische Zaken en Werkgelegenheid                       | Martin Bartenstein | ÖVP              |
| Minister van Sociale Veiligheid, Generaties en Consumentenbescherming   | Ursula Haubner     | BZÖ              |
|                                                                         |                    |                  |

Renner · Figl I · Figl II · Figl III · Raab I · Raab II · Raab III · Raab IV · Gorbach I · Gorbach II · Klaus I · Klaus II · Kreisky I · Kreisky II · Kreisky III · Kreisky IV · Sinowatz · Vranitzky I · Vranitzky I · Vranitzky III · Vranitzky IV · Vranitzky V · Klima · Schüssel I · Schüssel II · Gusenbauer · Faymann I · Faymann II · Kern · Kurz I · Bierlein · Kurz II · Schallenberg · Nehammer · Stocker